# اندرو سانتینو
اندرو سانتینو (به انگلیسی: Andrew Santino) (زاده ۱۶ اکتبر ۱۹۸۳) بازیگر و استندآپ کمدین آمریکایی است.
از کارهای معروف او می‌توان به بازی در فیلم‌های دوستی اشاره کرد.

## فیلم‌شناسی
فهرست برخی از فیلم‌ها و مجموعه‌های تلویزیونی که اندرو سانتینو در آن‌ها به ایفای نقش پرداخته است:
- هنری پول اینجاست(۲۰۰۸)
- هنرمند فاجعه(۲۰۱۷)
- بازی تمام شد مرد!(۲۰۱۸)
- دوستی(۲۰۲۰)
- زمان من(۲۰۲۲)
- مهمانی خانگی(۲۰۲۳)
- بهشت احمق‌ها(۲۰۲۳)
- ریکی استانیکی(۲۰۲۴)